# Sklerometer
Sklerometer je naprava, s katero merimo trdoto mineralov.
Naprava določa trdnost minerala tako, da počasi veča pritisk na diamantno konico, ki se premika čez mineral, dokler ne nastane »praska«.